# Дигидроарсенат натрия
Дигидроарсенат натрия — неорганическое соединение,
кислая соль натрия и мышьяковой кислоты с формулой NaH2AsO4,
бесцветные кристаллы,
растворяется в воде,
образует кристаллогидраты.

## Получение
- Раствор мышьяковой кислоты нейтрализуется едким натром:

{\displaystyle {\mathsf {H_{3}AsO_{4}+NaOH\ {\xrightarrow {}}\ NaH_{2}AsO_{4}\cdot H_{2}O}}}

## Физические свойства
Дигидроарсенат натрия образует кристаллогидрат состава NaH2AsO4•H2O — бесцветные кристаллы
моноклинной сингонии,
пространственная группа P 21,
параметры ячейки a = 0,8452 нм, b = 1,0360 нм, c = 0,5166 нм, β = 90,02°, Z = 4
.
Растворяется в воде.

## Химические свойства
- При нагревании образует метаарсенат натрия:

{\displaystyle {\mathsf {NaH_{2}AsO_{4}\ {\xrightarrow {230^{o}C}}\ NaAsO_{3}+H_{2}O}}}